# ایریس میتنار
ایریس میتُنر (به انگلیسی: Iris Mittenaere) (زاده ۲۵ ژانویه ۱۹۹۳) مدل و ملکه زیبایی اهل فرانسه است.
او به نمایندگی از فرانسه در مسابقات دوشیزه جهان ۲۰۱۶ شرکت کرد و برنده شد.